# Nicolas Ruault
Pour les articles homonymes, voir Ruault.
Nicolas Ruault est un imprimeur-libraire et homme de lettres français né à Évreux le 18 janvier 1743 et décédé à Paris le 31 janvier 1828.
Il est reçu maître libraire le 17 juin 1772.
Il est correspondant de Nicolas de Condorcet au début des années 1780 au sujet de l'édition dite de Kehl des œuvres de Voltaire. Entre 1779 et 1788, il habite d'ailleurs chez Beaumarchais, rue Vieille-du-Temple, qui participe à cette édition.
Il se retire de la librairie pendant la Révolution. Ami et associé de Charles-Joseph Panckoucke, il dirige l'imprimerie de son successeur Henri Agasse au moins jusqu'en 1810.

## Œuvres personnelles
- Éloge de Voltaire, sous le pseudonyme de M. Écrlinf, abbaye de Scellières[3], 1788, voir dans Gallica ;
- L’Énéide, de Virgile, traduction de Nicolas Ruault ;
- Éloge de Nicolas Poussin, 1809 ;
- Gazette d'un Parisien sous la Révolution : 1783-1796 : correspondance et journal, édités par Anne Vassal, Paris, Perrin, 1975-1976[4].

## Éditions
Entre 1773 et 1785, il coédite de nombreux périodiques.
- Le Conservateur (décadaire) des principes républicains et de la morale politique, rédigé par Lachapelle, d'avril à août 1794. À lire en ligne sur Gallica la livraison du 9 mai 1794 ; on peut y voir l'adresse de l'éditeur rue des Poitevins, n° 13.